# Mudir
Mudir var en titel för guvernörerna i de egyptiska provinserna, tillkommen under Muhammed Alis förvaltningsreform 1813, då 7 mudirer tillsattes.
Antalet mudirer var i början av 1900-talet 14. Mudirernas huvuduppgift var att kontrollera lantbruk och bevattning. Titeln härrörde ursprungligen från Turkiet, där den betecknade överhuvudet för ett mindre distrikt, mudurlik, eller annan ämbetsman av rang.